# Glaucostola maroniensis
Glaucostola maroniensis là một loài bướm đêm thuộc phân họ Arctiinae, họ Erebidae.